# モハメド・ヘシミ・ハムディ
モハメド・ヘシミ・ハムディ（アラビア語: محمد الهاشمي الحامدي）は、チュニジアのジャーナリスト、メディアを手掛ける実業家、政治家。ロンドン在住。政党「人民の請願」（Popular Petition）の設立者、代表。英語ではMohamed Hechmi Hamdi、Mohammed al Hachimi Al-Hamidi、Hechmi Haamdi、Hachmi Hamdiなどと表記される。
スィディ・ブジド（Sidi Bouzid）に生まれる。チュニス大学（Tunis University）でアラビア語とアラビア文学を学び、1985年に学士号（B.A.）を取得。その後、ロンドン大学・東洋アフリカ研究学院でアラビア文学、アラビア史、現代イスラム研究を専攻し、1990年に修士号を取得した。その後、同機関で現代イスラム研究の分野で研究を続け、1996年に博士号を授与された。ロンドンのアラビア語日刊紙「Asharq Al-Awsat」など様々な新聞や雑誌に記事を寄稿後、1993年に自身の週刊紙「Al-Mustakilla」（「The Independent」）を創刊。続いて1996年に年4回発行の雑誌「The Deplomat」を創刊し、1999年に衛星テレビ放送「Al-Mustakilla」、2005年には第2のテレビ放送「Democracy」を設立した。
1980年代前半から1992年に辞任するまで、チュニジア系イスラム教徒率いるアン＝ナハダ運動に参加。その後、当時のザイン・アル＝アービディーン・ベン・アリー大統領 やその政党「立憲民主連合」 と密接な関係を構築したと言われる（ハムディ本人は否定している）。ジャスミン革命後の2011年3月、ハムディは政党「自由、正義、発展のための人民の請願」（英：Popular Petition for Freedom, Justice and Development、音訳：Aridha Chaabia、アレードハ・シャービア）を結成。前述のテレビ放送局「Al-Mustakilla」を通じて同政党の宣伝活動を行ったほか、チュニジア大統領選に立候補することを発表した。
11月11日、反汚職委員会はハムディが2009年12月にベン・アリー大統領に送った書簡の内容を公表した。その書簡の中で、チュニジアの「民主的発展」を取り上げたテレビ番組制作のオファーをハムディが出していた事実が発覚し、彼の放送局がベン・アリー政府から多額の広告収入を得ていたことを認めるに至った。
2012年2月4日、ハムディは「人民の請願」と密接な関係を持つ「進歩保守党」（Party of Progressive Conservatives）の幹事長に抜擢された。